# New Zealand State Highway 1
Der New Zealand State Highway 1 (State Highway 1 oder in Kurzform SH 1) ist eine Fernstraße von nationalem Rang auf der Nord- und Südinsel von Neuseeland.

## Geographie
Die Fernstraße ist die längste und wichtigste Straße des Landes und verläuft in Nord-Süd-Richtung längs über beide Hauptinseln. Daher wird die Straße in zwei Abschnitte aufgeteilt, dem SH 1N auf der Nordinsel und dem SH 1S auf der Südinsel. Auf Straßenschildern und in Karten erscheint der State Highway 1 jedoch als SH 1. Die Gesamtlänge der Straße beträgt 2047 km, davon 1106 km auf der Nord- und 941 km auf der Südinsel. Die Kilometrierung erfolgt für jede Insel getrennt von Nord nach Süd.
Der SH 1 ist zum größten Teil eine Straße mit einem Fahrstreifen pro Fahrtrichtung mit Kreuzungen und Grundstückszufahrten, entspricht also etwa einer Bundesstraße/Hauptstrasse. Auf diesen Abschnitten gibt es in Abständen Überholspuren. Fünf Prozent sind auf zwei Fahrstreifen ausgebaut. In der Umgebung von Auckland, Wellington, Christchurch und Dunedin sind insgesamt sechs Prozent der Straße als Autobahn ausgebaut.

## Nordinsel
Der Highway beginnt im Norden bei Cape Reinga / Te Rerenga Wairua. Seit im April 2010 das letzte nördliche Stück dorthin asphaltiert wurde, besteht der State Highway 1 nun in seiner gesamten Länge aus einer befestigten Straße. Die Straße verläuft von Norden kommend an der Ostseite der Aupōuri Peninsula entlang bis nach Awanui. Hier zweigt der State Highway 10 ab. Dieser verläuft in der Nähe der Nordküste und mündet bei Pakaraka wieder in den SH 1. Nach weiteren acht Kilometern erreicht der SH 1 Kaitaia und verläuft nun in südöstlicher Richtung schräg über den Norden der Northland Peninsula bis in das Gebiet der Bay of Islands. Kurz bevor er diese erreicht, zweigt in Ohaeawai der State Highway 12 nach Westen ab und der SH 10 vereinigt sich acht Kilometer weiter bei Pakaraka wieder mit dem SH 1.

Nun verläuft die Straße im Inland etwa 10–20 km von der Ostküste entfernt bis Whangārei. Hier geht der State Highway 14 Richtung Dargaville ab. Der SH 1 hingegen verläuft weiter nach Süden bis Brynderwyn, wo der SH 12 wieder zum SH 1 stößt und setzt sich weiter bis Wellsford fort. Hier zweigt der an der Westküste der Northland Peninsula verlaufende State Highway 16 ab. Der SH 1 verläuft nun 20 km in südöstlicher Richtung bis Warkworth, passiert südlich von Puhoi den Abzweig des SH 17 zur Küste und führt westlich in einigem Abstand an Orewa vorbei. Auf diesem Abschnitt wird der SH 1 zum Auckland Northern Motorway der auch Mautpflichtig ist. Dieser verläuft durch die zu North Shore City gehörenden Vororte Aucklands und überquert auf der Auckland Harbour Bridge die Zufahrt zum Waitematā Harbour in die Innenstadt von Auckland. Dieser Abschnitt gilt als meistbefahrene und am häufigsten von Staus betroffene Straße des Landes. Das als Central Motorway Junction bekannte Autobahndreieck zwischen dem SH 1 und dem SH 16 wird täglich von über 200.000 Fahrzeugen befahren. Ein besonderer Flaschenhals stellte dabei über Jahre der Straßenverlauf im Victoria Park im Zentrum Aucklands dar. Am 14. November 2011 wurde deshalb der Victoria-Park-Tunnel eröffnet. Der Verkehr läuft seither zweigeteilt: In Richtung Norden werden die Fahrzeuge durch den einröhrigen Tunnel geleitet, Richtung Süden verläuft der Verkehr weiter oberirdisch auf der alten Trasse.
 Dafür soll die oberirdische Trasse Bis Januar 2012 umgebaut werden, sodass nur noch eine Richtungsfahrbahn vorhanden ist.
Von Auckland verläuft die Autobahn nach Süden und heißt hier Auckland Southern Motorway. 50 km südlich der Hafenbrücke wird sie zur Schnellstraße mit zwei Fahrstreifen. Kurz danach zweigt der State Highway 2 nach Osten ab, während der SH 1 nach Süden Richtung Mercer verläuft. Von dort folgt er dem Lauf der Waikato River durch Hamilton.  Hier zweigt der State Highway 3 nach Südwesten ab, während der SH sich nach Südosten wendet und durch Cambridge und am Lake Karapiro entlangführt. Ein 650 Millionen NZ$ teures Projekt zum Ausbau des 160 km langen Abschnittes zwischen Auckland und Cambridge in eine zweispurige Schnellstraße, den Waikato Expressway, war Anfang 2006 zur Hälfte fertiggestellt. In Tirau beginnt der State Highway 5 Richtung Osten, der SH 1 verläuft weiter nach Süden durch Tokoroa und ausgedehnte Forstgebiete nach Taupō an dem Nordostufer des Lake Taupō. Er streift das östliche Ufer des Sees bis nach Tūrangi am Südende des Sees.
Südlich von Tūrangi durchquert die Straße das Central Volcanic Plateau und die Rangipo Desert nach Waiouru. Dieser 52 km lange Abschnitt ist als Desert Road (Wüstenstraße) bekannt und im Winter häufig wegen zu viel Schnee gesperrt. Der höchste Punkt der Desert Road liegt 1074 m über dem Meeresspiegel, damit ist der Desert Road Summit der höchste Punkt des gesamten neuseeländischen Highway-Netzwerkes. Von der Straße gibt es Aussichten auf die drei Vulkane Mount Tongariro, Mount Ngauruhoe und Mount Ruapehu. Von Waiouru steigt die Straße nach Taihape und Mangaweka ab und folgt dabei dem in südwestliche Richtung verlaufenden Rangitīkei River. Der SH 3 verläuft über eine Strecke von drei Kilometer zwischen Bulls und Sanson gemeinsam mit dem SH 1 über die Manawatu Plain. Danach durchquert der SH 1 Foxton und Levin.

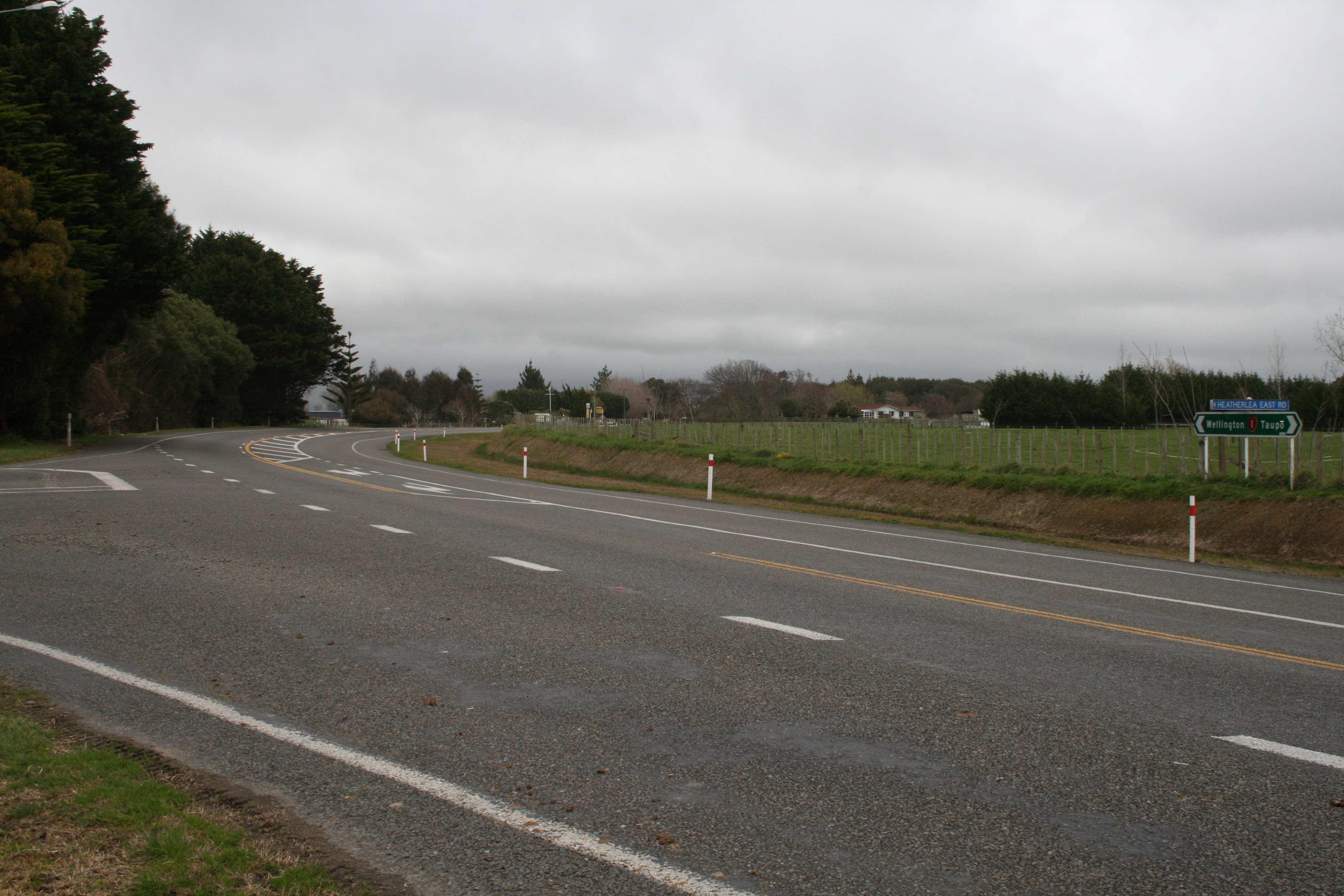
Als zweispurige Straße bei Levin

In Ohau, vier Kilometer südlich von Levin, zweigt der State Highway 54 nach Nordosten ab. Der SH 1 folgt der sich verschmälernden Küstenebene an der Westküste durch Ōtaki, Paekakariki und Plimmerton. Schwieriges Gelände und eine große Zahl von Satellitenstädten machen die Strecke empfindlich für Staus und Unfälle. Ab Porirua wird die Straße zum Johnsonville-Porirua Motorway und verläuft durch Wellingtons nördliche Vororte. Am Ende des Johnsonville-Porirua Motorway in Newlands wird der SH 1 zum Centennial Highway. Dieser verläuft durch die Ngauranga Gorge. Zwei Kilometer später treffen sich der SH 1 und der State Highway 2. Der SH 1 wird nun zum innerstädtischen Wellington Urban Motorway. Die Autobahn endet in der Willis Street und setzt sich durch die östlichen Vororte fort. Er endet in einem Kreisverkehr an der Zufahrt zum Wellington International Airport.
Die Anbindung zum südlichen Teil des Highways erfolgt durch Fährverbindungen über die Cookstraße, die zwischen Wellington und Picton in den Marlborough Sounds verkehren. Diese sind nicht Teil des Schnellstraßensystems, obwohl es Vorstöße in dieser Richtung gab, um der Regierung bei möglichen Streiks mehr Einflussmöglichkeiten zu geben.

## Südinsel
Vom Fährterminal in Picton steigt die Straße steil an und überquert einen Gebirgssattel in das Tal des Tuamarina River. Sie steigt im Tal dieses Flusses ab und überquert die Wairau Plain. Von Blenheim folgt sie weitgehend dem Küstenverlauf und passiert dabei die steil aufragende Kaikoura Ranges. Dieser Abschnitt gilt als einer der schönsten. Der Pazifik befindet sich hier auf der einen Seite, die bis 2500 m hohen Gipfel auf der anderen. Nach Kaikoura wendet sich die Straße ins Inland, windet sich durch die Hundalee Ranges und trifft dann auf das Nordende der Canterbury Plains.
Der Highway passiert Waipara, wo der State Highway 7 abzweigt und nach weiteren elf Kilometern Amberley. Er wird dann zum Christchurch Northern Motorway. Diese Autobahn passiert Kaiapoi und endet nördlich von Styx. Der SH 1 umgeht Christchurch im Nordwesten. Südlich der Stadt verläuft er nahezu geradlinig über den breiten Schwemmkegel der Canterbury Plains. In Rakaia überquert er den Rakaia River auf der längsten Straßenbrücke des Landes und erreicht dann Ashburton. In Timaru erreicht er wieder die Küste. Zwischen Ashburton und Timaru überquert er die Insel Rangitata Island im Rangitata River.
Von Timaru folgt die Straße der Küste, kreuzt den Waitaki River und erreicht Oamaru. Nun durchquert sie das Hügelland des nördlichen Otago. Südlich von Waikouaiti steigt die Straße steil über den Hügel Kilmog an und fällt wieder zur Küste ab. Dann steigt sie erneut an und wird zur Schnellstraße in die nördlichen Vororte von Dunedin. Dort fällt sie steil ab, passiert die University of Otago und das Stadtzentrum. Für einen großen Teil der Strecke durch Dunedin besteht der Highway aus zwei getrennten Straßen für die Fahrtrichtungen, die Teil des Einbahnstraßennetzes der Stadt sind. Eine zweispurige Autobahn führt durch die südlichen Vororte bis zur Verbindung mit dem State Highway 87 in Mosgiel. Der SH 1 verläuft weiter nach Südosten Richtung  Balclutha, quert dort den Clutha River/Mata-Au über die Balclutha Road Bridge und wendet sich dann nach Westen, um die steilen Hügel der Catlins zu umgehen. In Gore verläuft er wieder südlich und dann ab Edendale südwestlich nach Invercargill. Dort endet er bei Stirling Point, einen Kilometer südlich von Bluff.

## Streckenänderungen
Ein größerer Abschnitt zwischen Allanton und dem Taieri River war bereits in den 1970er Jahren neu trassiert worden. Seitdem Transit New Zealand 1989 die Verwaltung der State Highways übernahm, wurde die Streckenführung an einigen weiteren Stellen geändert. In Whangārei, Hamilton, Christchurch und Timaru wurde die durch die Innenstadt führende Trasse in die Vororte verlegt, die alte Strecke wird weiter als Straße verwendet bzw. erhielt in Christchurch eine neue Nummer als Highway. Für den Dunedin Southern Motorway wurde eine Umgehung um Fairfield gebaut.
Im Süden der Südinsel wurden mehrere besonders gewundene Abschnitte erneuert, um scharfe Kurven zu vermeiden und die Straßenverhältnisse zu verbessern. Dazu gehören Abschnitte bei Normanby, nahe Timaru, Waianakarua, Tumai, Palmerston und auf dem Dunedin Northern Motorway bei Waitati.

## Zweigstrecken
Der SH 1 hat zwei Zweigstrecken auf der Nordinsel. Der SH 1A umgeht Orewa, der SH 1B umgeht Hamilton zwischen Taupiri und Cambridge.